# Lophotavia
Lophotavia is een geslacht van vlinders van de familie spinneruilen (Erebidae).

## Soorten
- L. globulipes (Walker, 1865)
- L. incivilis Walker, 1865
- L. pulcherrima (Holland, 1894)